# معرض ملامح من مسيرة عمان الحديثة
معرض ملامح من مسيرة عمان الحديثة هو معرض يضم أكثر من 700 صورة خاصة بالسلطان قابوس التقطت بواسطة المصور الخاص محمد مصطفى النعماني، ضم معرض ملامح من مسيرة عمان الحديثة الكثير من الصور النادرة والتي تعرض بعضها للمرة الأولى.

## صور من المعرض

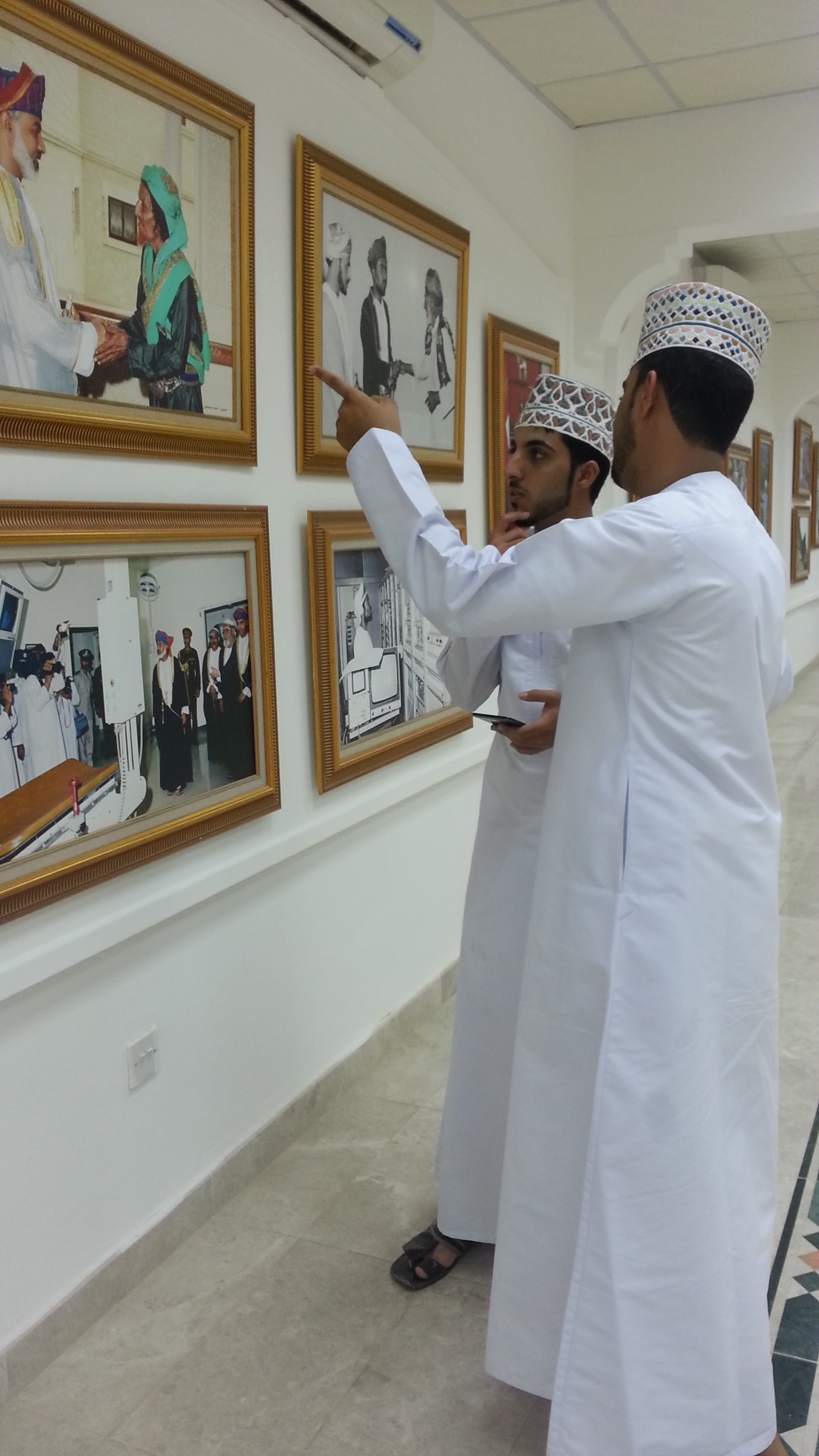
شباب في زيارة للمعرض بصلالة
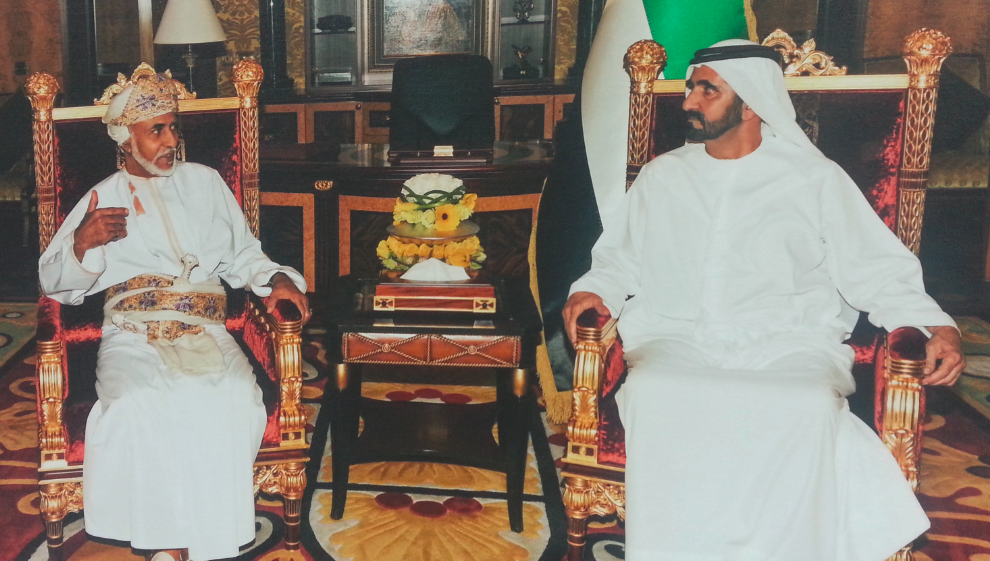
قابوس بن سعيد مع محمد بن راشد
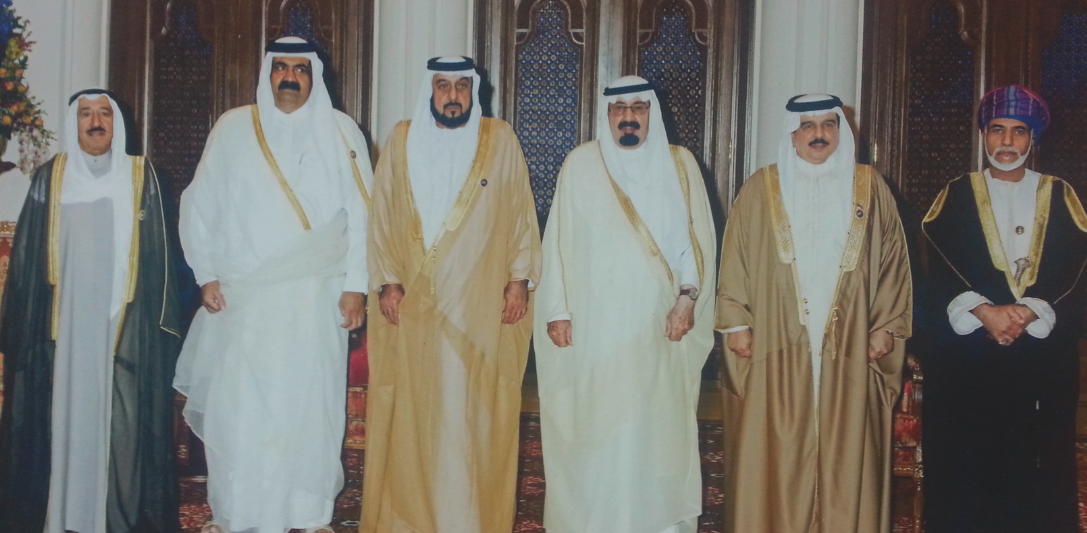
قادة دول مجلس التعاون

## اقرأ أيضا
- مهرجان صلالة السياحي
- مهرجان مسقط
- معالم من سلطنة عمان